# .br
.br è il dominio di primo livello nazionale assegnato al Brasile.
Dal 2006 è gestito dal Comitê Gestor da Internet no Brasil.
Nell'aprile 2017 i ricercatori di Kaspersky hanno descritto un attacco che ha colpito i domini di 36 banche brasiliane. NIC.br ha negato che l'attacco sia dovuto ad una vulnerabilità sul sito del registro, attribuendo la causa al phishing.

## Domini di secondo livello
Nel 1991 alcune università e istituti di ricerca avevano riservati domini specifici (tra cui usp.br, ufrj.br e inpe.br). Sono stati successivamente creati i domini com.br, net.br, org.br e mil.br per imitare i domini di secondo livello in uso negli Stati Uniti d'America.
Oltre a domini generici, legati all'educazione, a entità legali o a specifiche categorie professionali, sono disponibili diversi domini di secondo livello legati alle città del Brasile (ad esempio caxias.br per Duque de Caxias o ribeirao.br per Ribeirão Preto).